# Rialto Towers

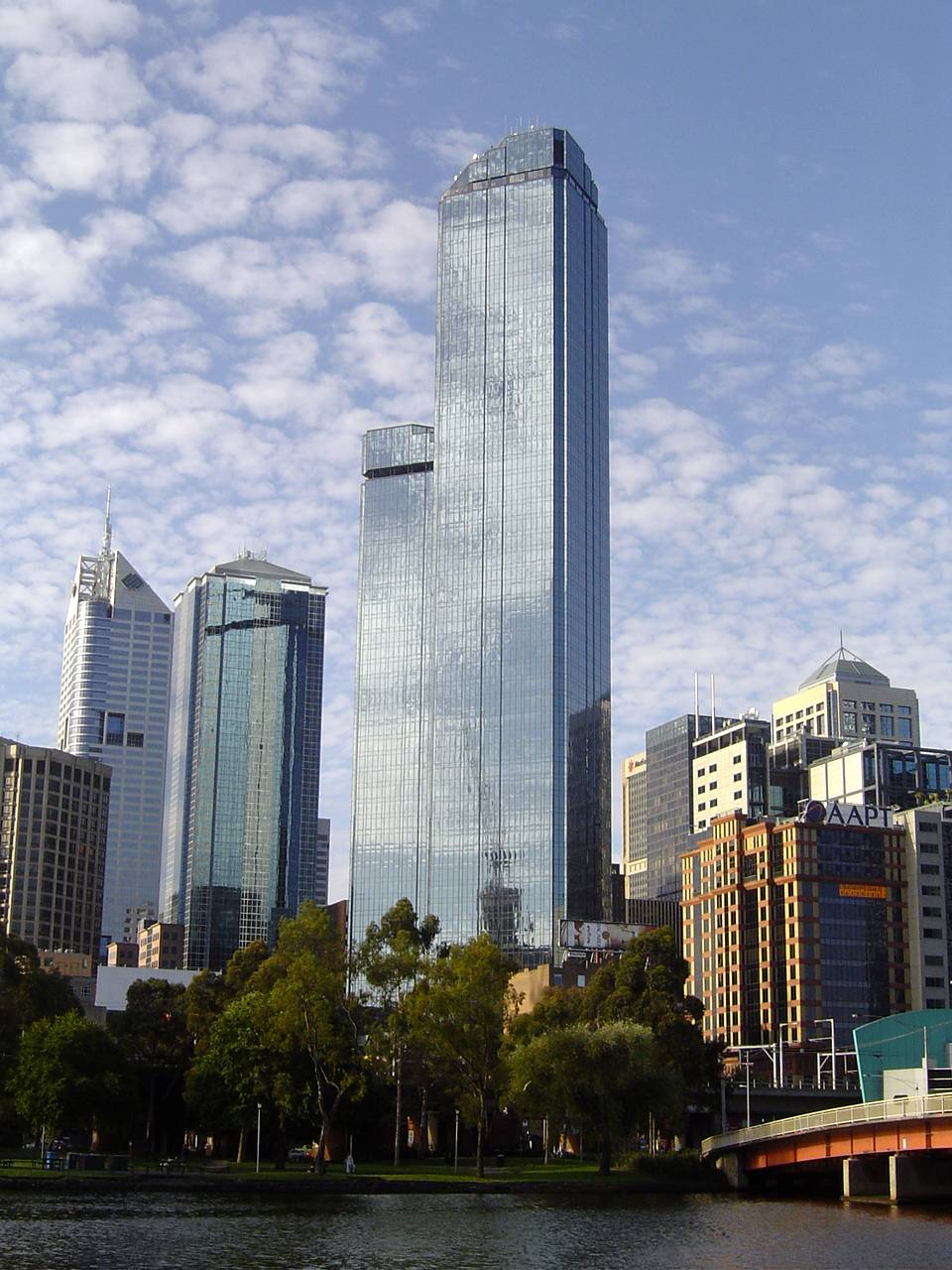

Rialto towers är en skyskrapa som ligger i Melbourne, Australien. Skrapan tillhör World federation of great towers och har en höjd på 253 meter. Byggnaden uppfördes år 1986 av Bruno Grollo. Hissen går från bottenvåningen till 55 våningen på 38 sekunder och är en av världens snabbaste.